# To Hell with God
To Hell With God – dziesiąty album studyjny amerykańskiej grupy muzycznej Deicide. Wydawnictwo ukazało się 15 lutego 2011 roku nakładem wytwórni muzycznej Century Media Records. Nagrania zostały zarejestrowane Audiohammer Studios w Sanford w stanie Floryda we współpracy z producentem muzycznym Markiem Lewisem.  
Płyta zadebiutowała na 10. miejscu listy Billboard Top Heatseekers, sprzedając się w nakładzie 2 200 egzemplarzy w przeciągu tygodnia od dnia premiery w Stanach Zjednoczonych.

## Lista utworów
Opracowano na podstawie materiału źródłowego. 
| Nr  | Tytuł utworu                      | Muzyka i słowa       | Długość |
| --- | --------------------------------- | -------------------- | ------- |
| 1.  | „To Hell with God”                | Asheim, Benton       | 04:20   |
| 2.  | „Save Your”                       | Asheim, Benton, Owen | 03:32   |
| 3.  | „Witness of Death”                | Asheim, Benton       | 03:05   |
| 4.  | „Conviction”                      | Benton, Owen         | 03:15   |
| 5.  | „Empowered by Blasphemy”          | Asheim, Benton       | 03:16   |
| 6.  | „Angels of Hell”                  | Asheim, Benton, Owen | 03:12   |
| 7.  | „Hang in Agony Until You're Dead” | Asheim, Benton       | 03:59   |
| 8.  | „Servant of the Enemy”            | Asheim, Benton       | 03:17   |
| 9.  | „Into the Darkness You Go”        | Benton, Owen         | 03:32   |
| 10. | „How Can You Call Yourself a God” | Asheim, Benton       | 04:15   |
|     |                                   |                      | 35:43   |

## Twórcy
Opracowano na podstawie materiału źródłowego. 
| - Glen Benton – wokal, gitara basowa, produkcja muzyczna - Jack Owen – gitara rytmiczna, gitara prowadząca - Ralph Santolla – gitara rytmiczna, gitara prowadząca - Steve Asheim – perkusja, produkcja muzyczna | - Mark Lewis – inżynieria, miksowanie, produkcja muzyczna - Alan Douches – mastering - Alexander "Kwaadnar" Balinets – oprawa graficzna - Eugene "Jonny" Postebaylo – oprawa graficzna |